# Tommy Seebach

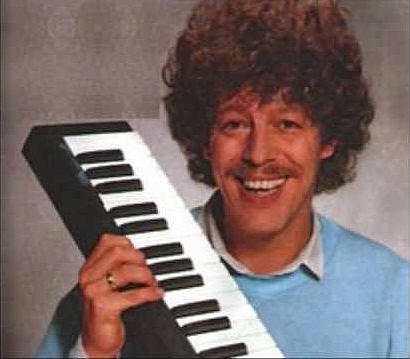
Tommy Seebach (1983)

Tommy Seebach (* 14. September 1949 in Kopenhagen als Tommy Seebach Mortensen; † 31. März 2003 ebenda) war ein dänischer Sänger, Musiker, Songschreiber und Teilnehmer dreier Eurovision Song Contests. Er ist der Vater von Rasmus Seebach.

## Leben
Erste Auftritte als Organist hatte Seebach schon als Teenager. Er spielte in einigen Bands und Orchestern und war auch unter dem Spitznamen Boogie-Woogie-Tommy bekannt. Ab 1965 wurde er Mitglied und Songschreiber der dänischen Band Sir Henry And His Butlers. Ab 1975 begann seine Solokarriere, sein Debütalbum Wheels erschien und er betätigte sich als Musikproduzent für die Plattenfirma EMI, bei der unter Vertrag stand. Seebach nahm ab 1979 insgesamt sieben Mal beim Dansk Melodi Grand Prix teil, der dänischen Vorauswahl zum Eurovision Song Contest. Letztendlich nahm er drei Mal am Contest teil:
- 1979 gewann er die dänische Vorauswahl mit dem Song Disco Tango und erreichte beim Eurovision Song Contest 1979 Platz 6.
- 1981 gewann er den Dansk Melodi Grand Prix erneut, diesmal zusammen mit der Sängerin Debbie Cameron. Deren Discotitel Krøller eller ej ging beim Eurovision Song Contest 1981 auf Platz 11.
- 1993: Sein dritter Sieg in der Vorauswahl brachte ihm beim Eurovision Song Contest 1993 nur den viertletzten Platz. Den Schlager Under stjernerne på himlen spielte er zusammen mit seiner Band.

In den 1990er Jahren war es schwieriger für ihn als Musiker geworden. Eine neue Version seines alten Hits Krøller eller ej brachte ihm ein kurzzeitiges Comeback.
Seebach, der verheiratet war und drei Kinder hatte, litt unter Alkoholsucht. Er starb mit 53 Jahren an einem Herzinfarkt. Obwohl er es geschafft hatte, seine Sucht zu überwinden, wurde die Ursache seines Todes diesem Umstand zugeschrieben.

## Diskografie
Alben
- 2010: Komplet & Rariteter (DK: Gold)[1]

Singles
- 1982: Hip Hurra Det’ Min Fødselsdag (DK: Gold)
- 1983: Du’ det dejligste (DK: Gold)
- 1989: Vi Ønsker Jer alle En Glædelig Jul (mit Annette Heick, DK: Platin)